# اردستان
اَردِستان مرکز شهرستان اردستان واقع در استان اصفهان است. این شهر در فاصله ۱۲۰ کیلومتری شمال شهر اصفهان و در کنار جاده ارتباطی بندر عباس-تهران قرار گرفته است. 

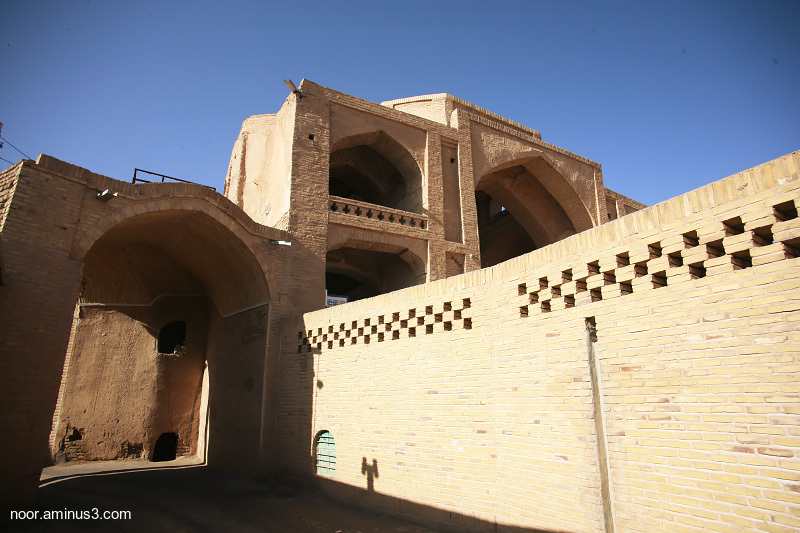
مسجد خسرو شهر اردستان

## زبان
مردم شهر اردستان به گویش اردستانی؛ که در مجموعه‌ای همسان به نام گویش‌های مرکزی ایران قرار دارد سخن می‌گویند.در مجموعه‌ی گویش‌های ایران مرکزی «گویش اردستانی» به همراه گویش‌های انارکی، بهدینی، نائینی، زفره‌ای و کلیمیان یزد و کرمان جزء «گویش‌های شمال غربی ایران مرکزی» دسته‌بندی می‌شود. گویش‌های مرکزی ایران خود در مجموعه‌ی بزرگتری به نام «گویش‌های ایرانی غربی» قرار دارند.

## جغرافیا
شهرستان اردستان، در شمال استان اصفهان، در جنوب کویر نمک، در ۳۳ درجه و ۲۳ دقیقه پهنای شمالی و ۵۲ درجه و ۲۲ دقیقه طول شرقی نسبت به نیمروز گرینویچ قرار دارد. از شمال به استان سمنان و گرمسار، از غرب به شهرستان‌های آران و بیدگل و کاشان، نطنز و برخوار و میمه، از شرق به شهرستان نائین و از جنوب به شهرستان کوهپایه و نائین محدود می‌شود. اردستان در ۱۱۸ کیلومتری شمال شرقی شهر اصفهان و در مسیر کاشان به سمت نائین و یزد قرار گرفته است. آب و هوای این شهرستان گرم و خشک بوده و بیش‌ترین درجه حرارت در تیر و مرداد و کم‌ترین آن در دی و بهمن است. پوشش گیاهی این ناحیه از گونه استپ بیابانی است. کوه‌های غیرمنظمی از رشته کوه کرکس، از جنوب شهرستان می‌گذرد. اردستان از سطح دریا یک هزار و ۲۰۷ متر ارتفاع دارد. همچنین این شهر در ۴۱۶ کیلومتری جنوب تهران در دامنه شرقی کوه‌های مرکزی و درست در مرکز ایران واقع شده است.

## راه‌های ارتباطی
این شهر بر سر جاده ترانزیت تهران - بندر عباس قرار دارد. موقعیت جغرافیایی آن در ۳۵۰ کیلومتری جنوب شرق تهران و ۱۲۰ کیلومتری شمال اصفهان و ۲۵۰ کیلومتری شمال غرب یزد است و به دلیل وجود جاده ارتباطی در کنار این شهر نقش مهمی در حمل و نقل جاده‌ای کشور و ترانزیت کالا در مسیر شمال - جنوب از تهران تا یزد، کرمان، زاهدان و بندر عباس دارد. هم چنین خط قطار تهران - بندرعباس از این شهرستان عبور کرده و دارای ایستگاه قطار در ۲۰ کیلومتری این شهر است.

## سابقه تاریخی
اردستان پیش از اسلام
بنابر نظر برخی محققین اردستان جزو املاک رستم دستان بوده و مردم شهر هر ساله مبلغ معینی به رستم می‌پرداخته‌اند و رستم در آنجا ارگی داشته به نام ارگ رستم دستان که به مرور زمان تبدیل به کلمه اردستان شده است. پس از رستم چون شغاد برادرش مطالبه منال اردستان را نمود مردم زیر بار پرداخت آن نرفتند، شغاد به اردستان لشکر کشید و با مردم آنجا جنگید و اردستان را فتح کرد و شهر را به خرابه ای تبدیل نمود و از آن تاریخ معروف شده که اردستانیها باج به شغاد ندادند.
اردستان مدتی پایتخت اردوان چهارم اشکانی بوده و او دختری داشته که زیبایی و عقل و درایت زبانزد خاص و عام بوده و از اطراف و اکناف شاهزادگان و اشراف برای خواستگاری و دیدن او به اردستان می‌آمدند. برای آنکه خواستگاران و دختر همدیگر را ببینند دختر به بام قصر پدرش که نزدیک دشت محله راهمیان اردستان قرار داشته ظاهر می‌شده و خواستگاران بر روی تلی که مشرف به بام قصر بوده است می‌آمده‌اند؛ که در نهایت این تل به تل عاشقان یا به زبان محلی به «کپه عاشقان» معروف شد، و در حال حاضر هم تل مزبور به همین نام خوانده می‌شود
اردستان پس از اسلام
نخستین کتابی که از اردستان نام برده «البلدان» اثر احمد بن یعقوبی تألیف ۲۷۸ هجری قمری است؛ وی در این کتاب می‌نویسد: اردستان شهری است که اشرافی از دهقانان آنجایند و گفته می‌شود که فرزندان خسرو انوشیروان در همین محل هستند. ابو اسحق اصطخری در «المسالک و الممالک» تألیف سال ۳۴۰ هجری قمری نوشته است اردستان شهریست میان کاشان و اصفهان که مسافت او تا اصفهان هجده فرسخ و در هر محله یک قلعه و در هر قلعه یک آتشکده وجود دارد. گویند انوشیروان عادل در این شهر متولد شده و هنوز بناهای او در اینجا باقی است. این شهر عمارات و باغات بزرگ باصفا و روستاهای زیاد دارد مردمش اهل علم اند و طایفه ای از اهل علم منسوب به این شهر اند و جامه‌های بسیار خوب در این شهر بافته و به شهرهای اطراف برده می‌شود
بعضی مورخان اردستان را زادگاه کاوه آهنگر دانسته‌اند و اهالی منطقه خانه و باغی را که در محله کبودان واقع است به باغ کاوه می‌شناسند. همچنین احداث قنات دو طبقه مون را که یکی از عجایب سیستم آبرسانی در ایران قدیم به‌شمار می‌آید؛ به کاوه آهنگر نسبت داده‌اند که این دلیلی برای اثبات نوشته مورخان است. به اضافه این که در این شهرستان قنات دیگری هم با عنوان ارونه جریان دارد که با فرزه بندی دیدنی و جالبش، آب کشاورزی پنج محله شهر را تأمین می‌کند و مردم عقیده دارند «ارونشاه» نخستین پادشاه پیشدادی آن را حفر کرده است.
برخی از تاریخ‌دانان بر این باورند که واژه «اردستان» از دو بخش اربیه به معنی مقدس و فرشته موکل بر آن و پسوند ستان به معنای مکان تشکیل شده؛ زیرا قبل از ظهور اسلام آتشکده‌های متعددی در این شهر دایر بوده که از جمله آن‌ها آتشکده معروف مهر اردشیر قابل اشاره است و تاریخ‌نویسان قرن چهارم قمری از آن به عنوان شهری مستحکم یاد کرده‌اند که یک مایل مربع مساحت داشته و بارویی با پنج دروازه آن را احاطه کرده بود و جمعی دیگر، نام اردستان را متشکل از دو واژه «ارد» به معنی مرد خشمگین و «ستان» به معنای مکان دانسته و از آن به عنوان سرزمین مردان غیور و خشمگین یاد کرده‌اند و البته این روایت هم وجود دارد که اردستان چون از بناهای اردشیر است، نام خود را از اسم او وام گرفته است.
در اوایل قرن چهارم اصطخری دربارهٔ اردستان گوید شهری مستحکم است که مسجد جامع شهر در مرکز آن واقع بود، پارچه‌های ابریشم در آنجا فراوان تهیه می‌شد و قسمت عمدهٔ آن صادر می‌گردید. مقدسی گوید چون خاک اردستان سفید رنگ به رنگ آرد بوده از این جهت نام آن را آردستان گزارده‌اند.
نام اردستان، در افسانه‌های فولکلوریک نیز آمده و از جمله بر پایه یکی از افسانه‌ها، اردستان مسکن رستم دستان، جهان پهلوان باستانی بوده و ابتدا ارگ دستان نام داشته و سپس به ارگستان و سرانجام به اردستان تغییر نام داده است. بر پایه نوشته‌های تاریخ نگاران ایرانی و عرب، این شهر در دوران آل بویه با نطنز، بلوکی را تشکیل می‌داد که مرکز آن اردستان و امیرآباد بوده که جایگاه فرمانروایی حاکم دیلمیان بوده است.

## آثار تاریخی

### مسجد جامع اردستان
مسجد جامع اردستان که یکی از نمونه‌های منحصر به فرد مساجد چهار ایوانی ایران و نخستین آنها به‌شمار می‌آید که در مرکزیت محله محال قرار دارد. این مسجد در قرن سوم قمری به دستور «عمربن عبدالعزیز عجلی» بر روی بنای آتشکده‌ای که هنوز آثار آن در گوشه‌ای از مسجد دیده می‌شود به سبک مسجدهای عربی ساخته شد که مجموعه کم‌نظیری شامل مدرسه حاج حسین نورالدین، آب‌انبار حاج حسن، راسته بازار، میدان تعزیه، حمام و قلعه میان شهر در کنار آن قرار دارد.
مسجد جامع اردستان که طی دوره‌های آل بویه، سلجوقی و … مورد بازسازی قرار گرفته؛ ویژگی خاص مساجد قبل از ایلخانیان (قرن هشتم به بعد) و عدم استفاده از کاشی‌های لاجوردی را دارد و تمام آن از خشت و گل ساخته شده است.

### قنات دو طبقه
قنات دو طبقه مون در محله مون، یکی از محلات شهر اردستان واقع است. این قنات شامل دو طبقه است که در هر طبقه آن آبی مستقل جریان دارد که هیچ‌یک از آن دو به دیگری نفوذ نمی‌کند. این قنات ۸۰۰ سال پیش احداث شده که تنها قنات دو طبقهٔ جهان است.

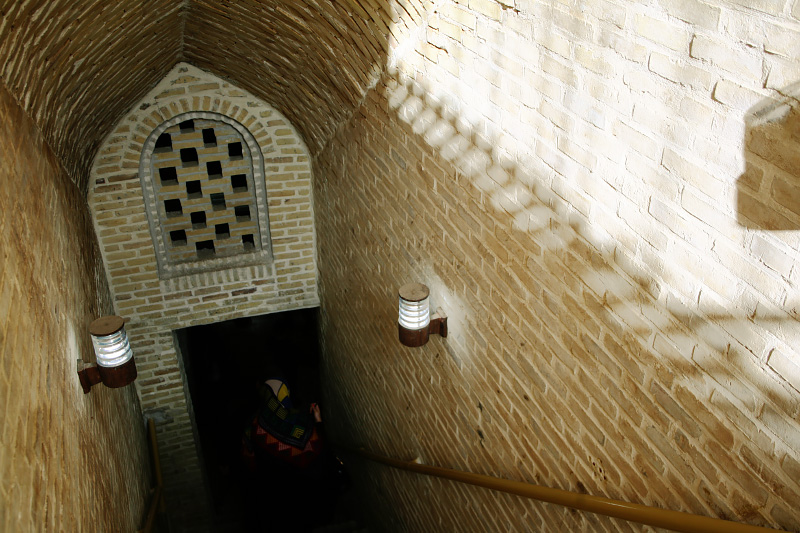
ورودی قنات دو طبقه مون در شهر اردستان

## دیگر آثار تاریخی شهر اردستان
1. مسجد خسرو مربوط به دوره قاجار، دارای سه طبقه است و در محله راهمیان قرار دارد.
2. مسجد دشت در محله راهمیان واقع است که گویند محل آتشکده مهراردشیر بوده است.
3. آرامگاه امیر اویس از سرلشکران شاه اسماعیل صفوی در دشت محله محال واقع شده و دو سنگ مرمر زیبا با طرح‌های اسلیمی و ختایی دارد.
4. خانقاه پیرمرتضی، از عرفای اواخر قرن هشتم ه‍.ش و مربوط به دوره تیموریان است که در محله فهره اردستان قرار دارد.
5. آب‌انبار بزرگ بازار در محله بازار
6. مناره مسجد امام حسن مربوط به دوره سلجوقیان است. این اثر از بناهای قرن هشتم ه‍.ش و دارای سردری زیبا و خوش طرح مزیّن به کتیبه‌هایی به خط کوفی در متن کاشی و فیروزه‌ای است.
7. فُرزه‌های آب ارونه که از ابتکارات خواجه نصیر الدین طوسی جهت تقسیم آب بوده است و در جنوب غربی ساختمان شهرداری قرار دارد.
8. مسجد دربند
9. خانه امیران
10. خانه و زادگاه سید حسن مدرس در روستای سرابه

## شخصیت‌های برجسته و مشاهیر
خسرو انوشیروان دادگر (بیست‌ودومین شاهنشاه ساسانی)
کاوه آهنگر (شخصیتی اسطوره‌ای و پهلوانی در شاهنامه فردوسی)
پیرجمال اردستانی (عارف و شاعر قرن نهم هجری)
محمدصادق اردستانی معروف به پلویی (فیلسوف)
سید حسن مدرس
سید یوسف طباطبایی‌نژاد (امام جمعه شهر اصفهان)
سید نوراله طباطبایی نژاد(از اعضای فعال دفتر مرکزی حزب جمهوری)
غلامرضا منوچهری (مدیر عامل شرکت مهندسی و ساختمان صنایع نفت)
رضا شیوا (اقتصاد دان)
علی فدوی (جانشین فرمانده کل سپاه پاسداران)
شیخ حافظ رجب بُرسی (عالم شیعه قرن نهم)
مهندس مسعود میرکاظمی (وزیر نفت دولت احمدی‌نژاد و رئیس سازمان برنامه و بودجه در دولت سید ابراهیم رئیسی)
دکتر احمد بخشایش (استاد تمام دانشگاه آزاد تهران)
دکتر مسعود شفیعی اردستانی (ریاست دانشگاه فنی و حرفه‌ای)
دکتر عباس علی جوادی (متخصص بیماری‌های عفونی و گرمسیری و عضو شورای شهر اصفهان)

## محله‌ها و شهرک‌ها
محلات اصلی و قدیمی شهر اردستان شامل شش محله اند که عبارتند از راهمیان، مون، باب الرحی، فهره، کبودان و محال.
شهرک‌های مسکونی و نو ساز شهر اردستان نیز شامل شهرک‌های زیر می‌باشند که بخش مهمی از مردم این شهر در این شهرک‌ها زندگی می‌کنند
۱. شهرک طباطبایی ۲. شهرک بهشتی ۳. شهرک مدرس ۴. شهرک حافظ ۵. شهرک هفت تیر ۶. شهرک پنجاه دستگاه ۷. مسکن مهر شهر اردستان ۸. شهرک مطهری (دویست و نه) ۹. شهرک امام حسن مجتبی ۱۰. شهرک کاوه

## سینما و مراکز فرهنگی
اردستان دارای یک سالن سینما به نام سینما فرهنگ است که این سینما مجهز به فناوری دیجیتال می‌باشد. هم چنین یک سینمای دیگر نیز به نام سینما درخشان در خیابان شریعتی وجود دارد که علی‌رغم ساخت بنا و ساختمان آن متأسفانه سال‌ها است که مورد استفاده و بهره‌برداری قرار نگرفته است.

## پارک‌ها
1. بوستان شهرداری
2. بوستان انقلاب
3. پارک ملت
4. پارک پردیسان
5. بوستان حافظ
6. پارک معلم
7. پارک بانوان

## اماکن ورزشی
اردستان دارای یک استخر شنا (استخر آبشار) است که مجهز به سونای خشک، بخار و جکوزی است. این شهر همچنین دارای چندین سالن ورزشی از جمله سالن ورزشی ارشاد، ۱۷ شهریور، کوثر، مفتح و سالن ورزشی کارگران است. علاوه بر این در مجموعه  ورزشی ۱۷ شهریور یک زمین چمن طبیعی، یک زمین چمن مصنوعی و سالن کشتی شهدای شهراب وجود دارد. شهر اردستان همچنین دارای یک زورخانه ورزشی (زورخانه شاه مردان) است.

## مراکز علمی و دانشگاهی
- دانشگاه آزاد اسلامی واحد اردستان
- دانشگاه پیام نور مرکز اردستان
- مدرسه علمیه زینب کبری اردستان